# Moustapha Kaba
Pour les articles homonymes, voir Kaba.
Moustapha Kaba est un député et homme politique guinéen. Il est député à l'Assemblée nationale entre 2020 et 2021.

## Biographie
Il est membre du parti union pour le progrès et le renouveau (UPR) présidé par Ousmane Bah.
Il est député sous l'étiquette du UPR aux élections législatives du 22 mars 2020, il est rapporteur de la commission communication, des nouvelles technologies de l’information (NTI) du 22 avril 2020 au 5 septembre 2021.